# کی‌جی‌اچ‌ام
کی‌جی‌اچ‌ام (به انگلیسی: KGHM) شرکت استخراج معادن لهستانی است، که به‌عنوان یکی از بزرگترین تولیدکنندگان مس و نقره در جهان شناخته می‌شود. بخشی از سهام این شرکت در بازار بورس اوراق بهادار ورشو دادوستد می‌شود.